# 府中市立南白糸台小学校
府中市立南白糸台小学校（ふちゅうしりつみなみしらいとだいしょうがっこう）は、東京都府中市白糸台六丁目にある公立の小学校である。

## 沿革
- 1973年（昭和48年）4月1日 - 開校
  - 開校に伴い、191名転入
- 1974年（昭和49年）3月10日 - 校歌制定
- 1977年（昭和52年）3月31日 - 校舎増築工事完成
- 1983年（昭和58年）11月7日 - 創立十周年記念庭園「愛の泉」除幕式
- 1994年（平成6年）7月21日 - 校舎内装工事
- 2000年（平成12年）4月 - 幸が森サロン完成
- 2003年（平成15年）10月3日 - 創立三十周年記念「せせらぎ広場」除幕式
- 2004年（平成16年）7月21日 - 校舎外装工事 体育館耐震工事 内装工事
- 2013年（平成25年）4月1日 - 「せせらぎ学級」開設
- 2023年（令和5年）9月4日 - 創立五十周年記念「校歌碑」除幕式

## 学区
- 白糸台三丁目 5番地（4・6・13・23・24）7番地・9-20番地・43-49番地
- 白糸台四丁目 以下を除く：1-42番地・61-66番地
- 白糸台五丁目 以下を除く：1-5番地・6番地（2-4・40・41・51）18-21番地
- 白糸台六丁目 以下を除く：11番地
- 押立町一丁目 18番地（10・11・15）19番地（14）21-27番地・35番地（23・70 - 75）36番地（5-11）37番地（7-11・24） 38番地・39番地（1）・41番地・42番地
- 押立町二丁目全域
- 押立町四丁目全域
- 押立町五丁目全域

## アクセス
- 京王電鉄京王線武蔵野台駅から徒歩10分
- 京王電鉄京王線飛田給駅から徒歩12分
- ちゅうバス南白糸台小学校バス停から徒歩3分
- 中央道稲城インターチェンジ（出口は下りのみ）から車で3分